# Enciclopedia de Cirilo y Metodio
La enciclopedia de Cirilo y Metodio es una enciclopedia especializada de cuatro volúmenes del Instituto de Literatura de la Academia de Ciencias de Bulgaria desde 1985 hasta 2003.
Los artículos están dedicados al trabajo de Siete Santos Letrados de Bulgaria y sus implicaciones durante la Edad Media hasta nuestros días: idioma búlgaro antiguo, escritura eslava, educación, literatura y cultura.